# Бонеј (Ендр)
Бонеј (фр. Bonneuil) насеље је и општина у централној Француској у региону Центар (регион), у департману Ендр која припада префектури Блан.
По подацима из 2011. године у општини је живело 105 становника, а густина насељености је износила 9,2 становника/km². Општина се простире на површини од 11,41 km². Налази се на средњој надморској висини од 210 метара (максималној 234 m, а минималној 160 m).

## Демографија
| 1962. | 1968. | 1975. | 1982. | 1990. | 1999. | 2011. |
| ----- | ----- | ----- | ----- | ----- | ----- | ----- |
| 200   | 201   | 176   | 173   | 101   | 83    | 105   |

График промене броја становника у току последњих година